# آلور
آلور (به انگلیسی: Allure) مجله آمریکایی زیبایی زنان، که ماهانه توسط انتشارات کوند نست در شهر نیویورک منتشر می‌شود. این مجله در سال ۱۹۹۱ توسط لیندا ولز، که از زمان تأسیس انتشار مجله تا امروز سردبیر آن بوده‌است، انتشار یافت.

## جوایز (برای آلور)
- جایزه مجله ملی برای طراحی (۱۹۹۴)
- جایزه سرمقاله برتر از فولیو (۲۰۰۱)